# Winthrop (Minnesota)
Winthrop – miasto w Stanach Zjednoczonych, w stanie Minnesota, w hrabstwie Sibley.